# Sluten yta

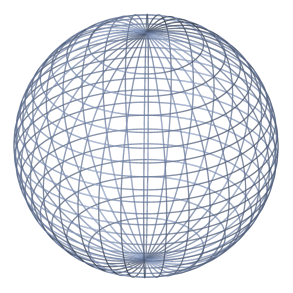
Ett exempel på en sluten yta är en sfär. Gör vi ett hål i sfären är ytan inte längre sluten.

En sluten yta är inom geometrin en yta som helt innesluter en volym.
För att åskådliggöra begreppet kan vi tänka oss ett ägg. Är skalet helt utgör det en sluten yta, men när kycklingen pickar hål är ytan inte längre sluten. I denna bild bortser vi från att skalet har tjocklek, vilket inte är fallet med en matematisk yta.